# Skolimów
Skolimów – część miasta Konstancina-Jeziorny (SIMC 0920781), w woj. mazowieckim, w powiecie piaseczyńskim, na Mazowszu.
Nazwa Skolimów odnosi się do kilku oddzielnych części:
- Skolimów A i Skolimów B – letniska położone po prawej stronie Jeziorki, w południowej, uzdrowiskowej części Konstancina-Jeziorny (od 1969);
- Skolimów C – letnisko położone po lewej stronie Jeziorki, w zachodniej części Konstancina-Jeziorny (od 1977), z Domem Artystów Weteranów Scen Polskich;
- Skolimów Wieś – historyczna wieś położona po lewej stronie Jeziorki, w środkowej części Konstancina-Jeziorny (od 1977).

Oficjalna nazwa Skolimów (wg TERYT) odnosi się obecnie do prawobrzeżnych części historycznego Skolimowa (Skolimów A i B). Lewobrzeżne części (Skolimów C i Wieś) zaliczane są do Jeziorny Królewskiej.

## Historia

### Skolimów Wieś
Pierwsze wzmianki o Skolimowie pojawiły się w zapisach historycznych w 1407 roku wraz z imieniem Jacusa ze Skolimowa, protoplasty rodu, który władał tym terenem aż do XVI w. Najprawdopodobniej na terenach leżących na północnym brzegu Jeziory (obecnie Jeziorki) z nadania książąt mazowieckich osiedli rycerze z Prus, uciekający przed wojną między Koroną a zakonem krzyżackim, tworząc osadę Skolimowo (Scolymowo). W XVII wieku Skolimów  przeszedł na własność dziedziców Obór. 
W 1580 roku, jako wieś szlachecka Skolimowo, położona była w powiecie warszawskim ziemi warszawskiej województwa mazowieckiego. Prawdopodobnie w XVII wieku na terenie wybudowany został dwór; pierwsze wzmianki pisemne o nim pochodzą z 1753 roku, kiedy od Wielopolskich (ówcześni posiadacze dóbr oborskich) wydzierżawił go Jan Ogonowski.
W latach 1867–1954 wieś w gminie Nowo-Iwiczna w powiecie warszawskim. 20 października 1933 utworzono gromadę Skolimów w granicach gminy Nowo-Iwiczna, składającą się ze wsi Skolimów, folwarku Skolimów oraz sześciu osad letniskowych – Szumacher, Sitkiewicz, Skolmowian, Ochmanka, Rozalin i Prekerówka, a także stację kolejową Skolimów.
Podczas II wojny światowej w Generalnym Gubernatorstwie, w dystrykcie warszawskim. W 1943 gromada Skolimów liczyła 513 mieszkańców.
Po wojnie Skolimów Wieś wyłączono ze gminy Nowo-Iwiczna i włączono do gminy Jeziorna, która 1 lipca 1952 po zniesieniu powiatu warszawskiego włączono do powiatu piaseczyńskiego. Tego samego dnia powiększono gminę Jeziorna o dodatkowe cztery gromady ze zniesionej gminie Nowo-Iwiczna, przez co przez kolejne dwa lata Skolimów stanowił jedną z 30 gromad gminy Jeziorna
W związku z reorganizacją administracji wiejskiej jesienią 1954 Skolimów wszedł w skład gromady Chylice, wraz z Chyliczkami, Józefosławiem, Julianowem, Kierszkiem, Wierzbnem i Skolimowem C.
W związku z kolejną reformą gminną 1 stycznia 1973 gromadę Chylice zniesiono, a Skolimów Wieś wszedł w skład nowo utworzonej gminy Konstancin-Jeziorna.
1 sierpnia 1977 Skolimów Wieś (a także Cegielnię-Obory, Chylice-Cegielnię, Skolimów C, Stare Wierzbno i Nowe Wierzbno) wyłączono z gminy Konstancin-Jeziorna i włączono do Konstancina-Jeziorny, przez co Skolimów Wieś po raz pierwszy stał się obszarem miejskim.

### Skolimów A i B
Na początku XX w. na południowym brzegu Jeziorki założone zostało letnisko – odtąd Skolimów stał się także miejscowością letniskową, oferującą podobne walory lecznicze i naturalne jak (założony w 1897 na południowym brzegu, w dół rzeki) niedaleki Konstancin.
Powstałe na południowym brzegu Jeziorki letniska Skolimów A i B należały do 1924 roku do gminy Nowo-Iwiczna w powiecie warszawskim. W 1924 roku wraz z letniskiem Chylice weszły w skład nowej gminy Skolimów-Konstancin. 20 października 1933 utworzono gromadę Skolimów w granicach gminy Skolimów-Konstancin, składającą się z letnisk Skolimów A i B.
Podczas II wojny światowej w Generalnym Gubernatorstwie, w dystrykcie warszawskim. W 1943 Skolimów liczył 735 mieszkańców.
Od 1 lipca 1952 w powiecie piaseczyńskim. Tego samego dnia gminie Skolimów-Konstancin nadano ustrój miejski, przez co Skolimów stał się częścią miasta Skolimów-Konstancin. 1 stycznia 1969 Skolimów-Konstancin (ze Skolimowem) połączono z miastem Jeziorna (prawa miejskie od 1962) w nowy ośrodek miejski o nazwie Konstancin-Jeziorna.

### Skolimów C
W XX wieku był to obszar osad letniskowych należących do gminy Nowo-Iwiczna w powiecie warszawskim, który 1 stycznia 1924 wszedł w skład nowo utworzonej gminy Skolimów-Konstancin. 20 października 1933 w granicach gminy Skolimów-Konstancin utworzono gromadę Chylice, składającą się z letniska i Chylice i letniska Skolimów C. Ponieważ sąsiedni Skolimów Wieś pozostał w gminie Nowo-Iwiczna, oddzielał on Skolimów C od gminy Skolimów-Konstancin, który tworzył jej eksklawę.
Od 1 lipca 1952 w powiecie piaseczyńskim. Tego samego dnia gminie Skolimów-Konstancin, nadano ustrój miejski. Przez kolejne dwa lata Skolimów C był eksklawą miasta Skolimów-Konstancin. W związku z reorganizacją administracji wiejskiej jesienią 1954 Skolimów C wyłączono z miasta Skolimów-Konstancin i włączono do nowo utworzonej gromady Chylice, w której skład weszły także Chylice, Chyliczki, Józefosław, Julianów, Kierszek, Skolimów Wieś i Wierzbno.
W związku z kolejną reformą gminną 1 stycznia 1973 gromadę Chylice zniesiono, a Skolimów C – należący dostąd do sołectwa Chyliczki – wszedł w skład nowo utworzonej gminy Konstancin-Jeziorna (Chyliczki weszły w skład gminy Piaseczno).
1 sierpnia 1977 Skolimów C (a także Cegielnię-Obory, Chylice-Cegielnię, Skolimów Wieś, Stare Wierzbno i Nowe Wierzbno) wyłączono z gminy Konstancin-Jeziorna i włączono do Konstancina-Jeziorny, przez co Skolimów C po raz drugi stał się obszarem miejskim.

## Zabytki i instytucje
W Skolimowie przy ul. Chylickiej znajduje się stary młyn i sąsiadująca z nim willa „Zagłobin”.
Przy ul. Chylickiej 1 znajduje się część budynku, należącego do kompleksu restauracyjnego zwanego „Willa Skolimowianka” z 1909. W 1942 roku restaurację w niej prowadził Romuald Trzeciecki. Wcześniej, od 1 sierpnia 1939 roku prowadzili ją Józefa oraz Ludwig Witkowscy. Po wojnie w 1947 roku nabyta została przez Michała Chajkowskiego. Prowadził ją jeszcze rok. Potem w części budynku od strony ul. Chylickiej powstał sklep spółdzielczy. Obecna część obiektu została zburzona w 2003 roku pod drogę powiatową. Podobny los czeka sędziwy obiekt jakim jest dawny budynek Kolei Wilanowskiej – stacji kolejowej „Skolimów” z kasą i poczekalnią (później dom mieszkalny). Willa Skolimowianka została zaprojektowana przez Hugona Kudera, znanego w tamtych czasach architekta, który z Konstancinem-Jeziorną związał się szczególnie, ale ślady jego działalności można spotkać także w Warszawie.
Od 1928 roku w Skolimowie mieści się Dom Artystów Weteranów Scen Polskich należący do ZASP.
Od lat 50. w Skolimowie-Konstancinie znajduje się stacja naukowa Instytutu Reumatologicznego oraz sanatorium reumatologiczne. Skolimów znany był z hodowli zwierząt futerkowych (m.in. nutrii i lisów). W latach 50 i latach 60 była na terenie Skolimowa fabryka pasty do obuwia.